# Chalinula claviformis
Chalinula claviformis är en svampdjursart som först beskrevs av Carter 1886.  Chalinula claviformis ingår i släktet Chalinula och familjen Chalinidae.
Artens utbredningsområde är Sydaustralien. Inga underarter finns listade i Catalogue of Life.